# Parlamentswahl in San Marino 1949
- CdL: 35
- APS: 25

Die Parlamentswahl in San Marino 1949 fand am 27. Februar 1949 statt.

## Ergebnisse
| Bündnis                             | Anzahl der Stimmen | %      | Mandate |
| ----------------------------------- | ------------------ | ------ | ------- |
| Comitato della Libertà (CdL)        | 2.753              | 57,7 % | 35      |
| Alleanza Popolare Sammarinese (APS) | 2.019              | 42,3 % | 25      |